# ウクライナ語アルファベット
ウクライナ語アルファベット（ウクライナ語: Українська абетка, 転写: ukrajins'ka abetka）は、ウクライナの公用語であるウクライナ語を記述するために使用される文字の集合である。これはキリル文字のいくつかの国家的変種の一つであり、9世紀に最初のスラヴ語の文学言語である古代教会スラヴ語のために考案されたキリル文字に由来する。10世紀には、キエフ・ルーシで古東スラヴ語を記述するためにキリル文字が使用され、これが後にベラルーシ語、ロシア語、ルシン語、およびウクライナ語のアルファベットへと発展した。現代のウクライナ語アルファベットは合計33文字で構成され、21の子音、1つの半母音、10の母音、および1つの軟音化記号を含む。アポストロフィ (') は発音上の意味を持ち、記述において必須の記号だが、文字としては扱われず、アルファベットには含まれない。
ウクライナ語では、アルファベットは українська абетка（[uk]; 転写: ukrajins'ka abetka）と呼ばれ、最初の文字である「а」（転写: a）と「б」（転写: b）に由来する。また、алфавіт（転写: alfavit）や、古風な呼称として азбука（転写: azbuka）も使用される。後者は、初期キリル文字の文字名 азъ（転写: az）と буки（転写: buki）に由来する頭字語である。
ウクライナ語のテキストは、非キリル文字の読者や転写システムのためにローマ字化（ラテン文字で記述）されることがある。ウクライナ語のローマ字化には、国際的なキリル文字からラテン文字への転写標準であるISO 9など、いくつかの方法が存在する。また、歴史的には独自のウクライナ語ラテン文字の提案もあったが、広く採用されるには至っていない。

## アルファベット
| 位置   | 1 | 2 | 3 | 4 | 5 | 6 | 7 | 8 | 9 | 10 | 11 | 12 | 13 | 14 | 15 | 16 | 17 | 18 | 19 | 20 | 21 | 22 | 23 | 24 | 25 | 26 | 27 | 28 | 29 | 30 | 31 | 32 | 33 |
| 大文字 | А | Б | В | Г | Ґ | Д | Е | Є | Ж | З  | И  | І  | Ї  | Й  | К  | Л  | М  | Н  | О  | П  | Р  | С  | Т  | У  | Ф  | Х  | Ц  | Ч  | Ш  | Щ  | Ь  | Ю  | Я  |
| 小文字 | а | б | в | г | ґ | д | е | є | ж | з  | и  | і  | ї  | й  | к  | л  | м  | н  | о  | п  | р  | с  | т  | у  | ф  | х  | ц  | ч  | ш  | щ  | ь  | ю  | я  |

ウクライナ語アルファベットは33文字で構成され、40の音素を表す。アポストロフィは特定の単語の綴りに使用されるが、文字としては扱われない。ウクライナ語の正書法は音素原則に基づいており、通常1文字が1音素に対応する。ただし、意味的、歴史的、形態論的原則が適用される場合もある。ウクライナ語アルファベットでは、「Ь」がアルファベットの最後の文字となることもあり（1932年から1990年までは公式に最後の文字だった）。
21文字が子音（б, в, г, ґ, д, ж, з, к, л, м, н, п, р, с, т, ф, х, ц, ч, ш, щ）、10文字が母音（а, е, є, и, і, ї, о, у, ю, я）、1文字が半母音（й）を表す。軟音記号（ь）は子音の後にのみ現れ、前の子音が軟音化（口蓋化）されていることを示す。
また、特定の母音（є, і, ю, я）が続く場合、歯茎音の子音（д, з, л, н, р, с, т, ц, дз）は軟音化される。詳細はイオタ化を参照。
アポストロフィは、通常の正書法ルールで軟音化が適用される場所でそれを抑制する。また、唇音の子音の後に特定の単語で現れる（例：ім'я「名前」）。ラテン文字からの転写でも保持される（例：Кот-д'Івуар「コートジボワール」、О'Тул「オトゥール」）。
アポストロフィはベラルーシ語の正書法でも同様に使用されるが、ロシア語では硬音記号（ъ）が同じ機能を持つ。例：ウクライナ語 об'єкт、ベラルーシ語 аб'ект、ロシア語 объект（「物体」）。
音素原則には例外もあり、特定の文字は2つの音素を表す：щ /ʃt͡ʃ/、ї /ji/ または /jɪ/、および軟音化しない場合の є /jɛ/、ю /ju/、я /jɑ/。二重字 дз と дж は通常、単一の破擦音 /d͡z/ と /d͡ʒ/ を表す。е, у, а の前の子音の軟音化は、対応する文字 є, ю, я を使用して示される（и の前の理論的な軟音化は、і がすでに軟音化された и に対応するため、表示されない）。
他のキリル文字アルファベットと比較すると、現代のウクライナ語アルファベットは東スラヴ語のベラルーシ語、ロシア語、ルシン語と最も類似している。初期キリル文字の і（i）とи（izhe）を保持し、関連する音 /i/ と /ɪ/ を表す。また、е（e）とє（ye）の2つの歴史的形態も保持している。独自の文字は以下の通り：
- ґ（ge）：まれな軟口蓋破裂音 /ɡ/ を表す。ウクライナ語では一般的なキリル文字 г が声門摩擦音 /ɦ/ を表す。
- ї（yi）：/ji/ または /jɪ/ を表す。

## 歴史

### 初期キリル文字
キリル文字は、10世紀の第一次ブルガリア帝国で古代教会スラヴ語の典礼言語を記述するために開発された文字体系である。聖キリルと聖メトディオスが作成したグラゴル文字を基に、ギリシャのアンシャル体を採用し、ギリシャ語にない音のためにグラゴル文字を取り入れた。ギリシャ語やキリル数字の数値表記のためにのみ使用される文字（Ѳ, Ѡ, Ѱ, Ѯ, Ѵ）も含まれた。
初期キリル文字は、1千年紀末にキリスト教と古代教会スラヴ語とともにキエフ・ルーシに伝わった。アルファベットは地元の古東スラヴ語に適応し、教会スラヴ語の典礼使用と並行して東スラヴの文学言語が発展した。地域の方言が現代のウクライナ語、ベラルーシ語、ロシア語に発展するにつれて、アルファベットも言語の変化に合わせて進化した。ウクライナ語の話し言葉は連続的な歴史を持つが、文学言語は2つの大きな歴史的断裂を経験している。
教会スラヴ語、ルーシ語、ロシア語の学者によるアルファベットの改革により、書き言葉と話し言葉が異なる程度で分岐した。ギリシャ語や南スラヴ語の語源的規則は正書法を不正確で習得困難にした。
メレティ・スモトリツキーの1619年のスラヴ語文法は教会スラヴ語の使用に大きな影響を与え、文字 Я（ya）、Е（e）、Ґ（g）の使用を標準化した。ピョートル1世の1708年の民間文字（Гражданка）改革も影響を与え、宗教以外の用途向けに新たなアルファベットを導入し、ラテン文字に影響を受けた字形を採用した。この改革は一部の古い文字（Ѯ, Ѱ, Ѡ, Ѧ）を廃止し、語源に基づくアルファベットを強化した。これはミハイロ・マクスィモヴィチの19世紀ガリツィアの「マクスィモヴィチカ」正書法や、その後継であるカルパチア・ルテニアのルシン語で使用される「パンケヴィチカ」に影響を与えた。

### 19世紀の改革

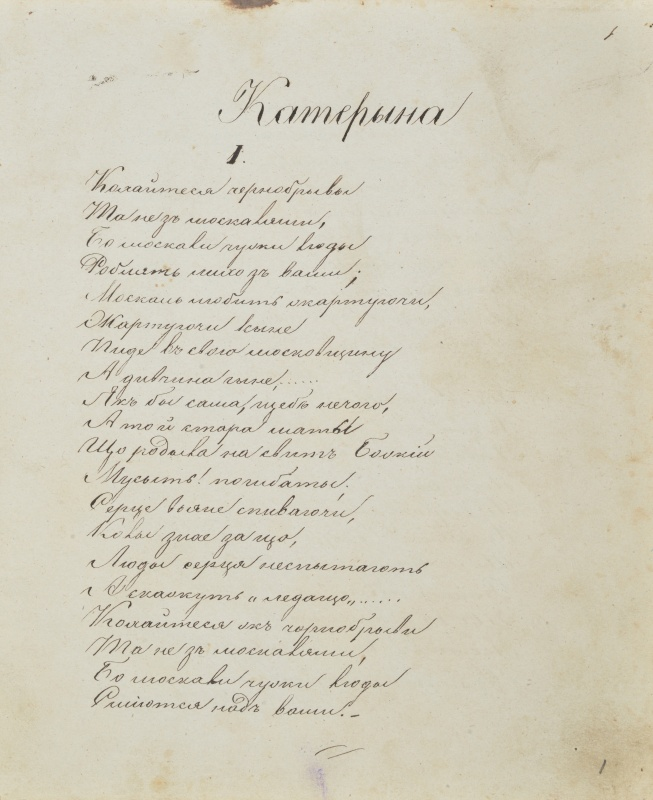
1839年、タラス・シェフチェンコの詩「カテリーナ」の手書き原稿、ヤリジカ正書法で書かれている

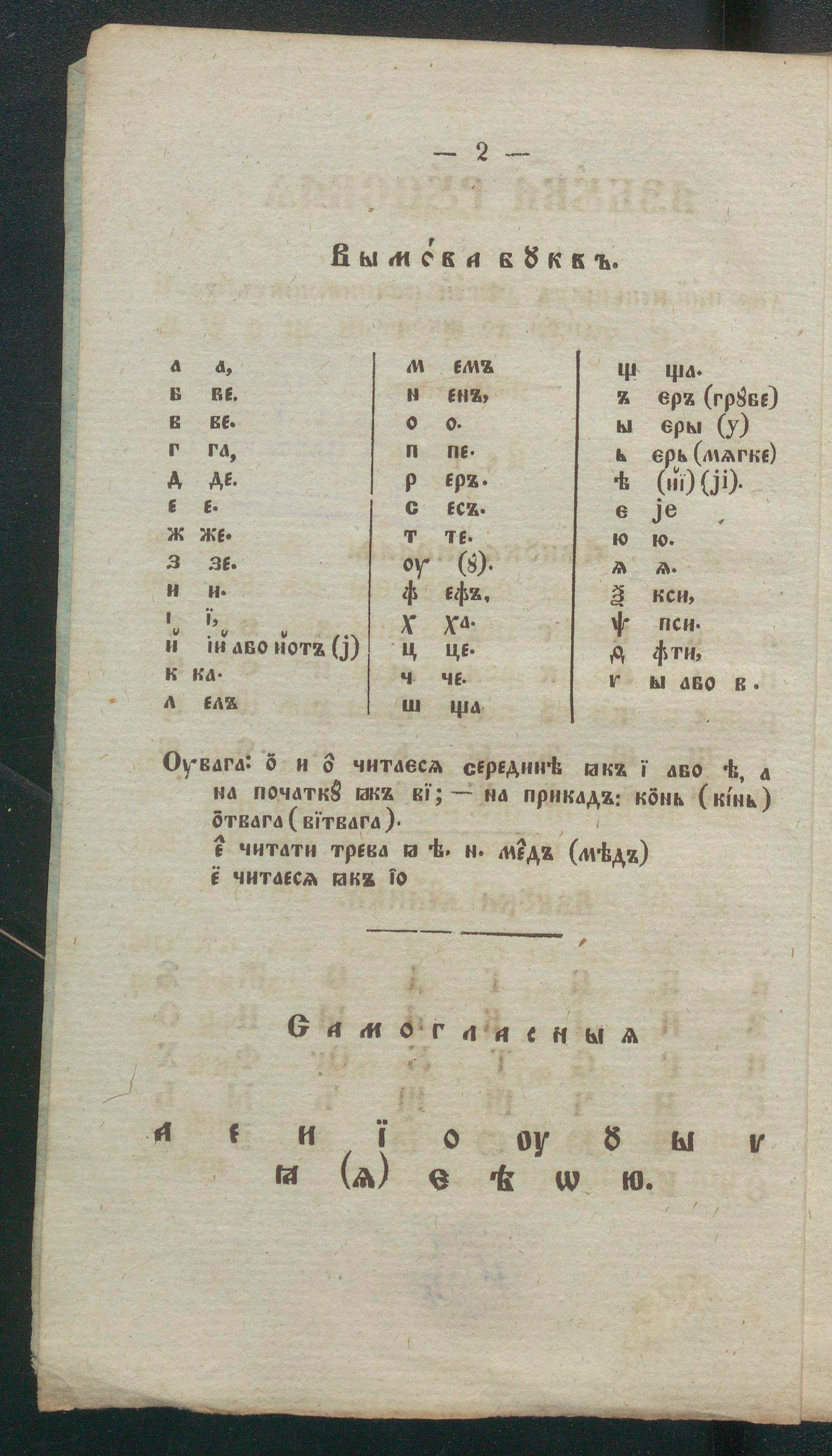
幼児向け初等読本、Levic'kij, Josif (1849年)、文字 ѧ (ja), ö (スロバキア語の ô に相当), ё (jo), ѯ (ks) を含む

習得が難しい語源的アルファベットに対抗し、19世紀にはヴク・カラジッチのセルビア語キリル文字をモデルに、音素に基づくウクライナ語正書法を導入する改革が試みられた。これには、パンテレイモン・クーリシュの1857年の「南ルーシに関する覚書」や「Hramatka」で使用された「クーリシュカ」アルファベット、1870年代にミハイロ・ドラホマノフが推進した「ドラホマニウカ」アルファベット、1886年にイェウヘン・ジェレヒウシキーが標準化した文字 ї（yi）と ґ（g）を含む「ジェレヒウカ」アルファベットが含まれる。
19世紀後半から20世紀初頭のウクライナ文化復興は、ドニエプル・ウクライナ（旧ロシア帝国）と西部ウクライナ（オーストリア支配のガリツィア）での文学・学術活動を刺激した。ガリツィアでは、ポーランド支配の地方政府がウクライナ語にラテン文字を導入しようとしたが、これが「アルファベットの戦争」を引き起こし、正書法の問題が公の注目を集めた。キリル文字が支持されたが、保守的なウクライナ文化派（旧ルーシ派やロシア派）は純粋なウクライナ語正書法を推進する出版物に反対した。
ドニエプル・ウクライナでは、ウクライナ語の出版や公演の定期的な禁止により改革が妨げられた。特に1876年のエムス・ウカズはクーリシュカを禁止し、1905年までロシア語正書法（ロシア文字イェールィ ы にちなむ「ヤリジカ」）を強制した。クーリシュカはウクライナ語出版物に採用されたが、1914年から二月革命後の1917年まで再び禁止された。
ジェレヒウカは1893年にガリツィアで公式採用され、革命後に東部ウクライナの多くの出版物に採用された。ウクライナ人民共和国は1918年と1919年に公式のウクライナ語正書法を採用し、ウクライナ語出版が増加し、パウロー・スコロパードシキーのヘトマン政権下で繁栄した。ボリシェヴィキ政府下では、1920年と1921年にウクライナ語正書法が確認された。

### 統一正書法
1925年、ウクライナSSRは正書法規制委員会を設立した。ソビエト・ウクライナのウクライナ化期間中、1927年5月26日から6月6日までハルキウで国際正書法会議が開催された。この会議では、ガリツィアとソビエトの提案の妥協案として、標準化されたウクライナ語正書法と外来語の転写方法が確立され、1928年のウクライナ語正書法、または教育人民委員ミコラ・スクリプニクにちなむ「スクリプニクカ」と呼ばれた。これは1928年に人民委員会議、1929年にリヴィウのシェフチェンコ科学学会で公式に承認され、ウクライナ人ディアスポラにも採用された。スクリプニクカは初めて普遍的に採用された独自のウクライナ語正書法だった。
しかし、1930年までにスターリン政権はウクライナ化政策を逆転させ、集団化への農民の抵抗をウクライナ民族主義者に一部帰した。1933年、正書法改革が廃止され、正書法をロシア語に徐々に近づける法令が可決された。スクリプニクの改革は「民族主義的逸脱」とされ、スクリプニクは公開裁判や処刑、追放を避けるために自殺した。ウクライナ文字 ґ、音声結合 ль, льо, ля が廃止され、-іа- を -я- の代わりに使用するなどロシア語の語源的形態が再導入された。1936年にキエフで公式正書法が出版され、1945年と1960年に改訂された。この正書法は、ウクライナ化の解体を監督したパーヴェル・ポスティシェフにちなみ「ポスティシェフカ」と呼ばれることがある。
一方、ガリツィアと世界のウクライナ人ディアスポラではスクリプニクカが引き続き使用された。
ソビエト連邦のペレストロイカ期間中、1986年に新たなウクライナ語正書法委員会が設立された。1990年に改訂された正書法が出版され、文字 ґ が再導入された。また、アルファベット順序も改訂され、軟音記号 ь がアルファベットの末尾から ю の前の位置に移され、ウクライナ語とベラルーシ語のテキストの並べ替えが容易になった（これはフルシコフサイバネティクス研究所のL. M. Ivanenkoの提案による）。
2019年5月21日、ウクライナ閣僚会議は、ウクライナ国家正書法委員会が準備した新たな正書法を承認した。この新版は、1928年の正書法のいくつかの特徴を復活させ、ウクライナ語の正書法の伝統の一部とした。同時に、20世紀後半から21世紀初頭のウクライナ語使用者の言語実践がウクライナ語正書法の伝統に組み込まれたことを考慮した。
ウクライナ人は日常生活で筆記体を常用するため、外国人が手書きのメモを判読するのに苦労することがある。また児童向けの練習ドリルも販売されている。

## 文字の名称と発音
| 文字 | 一般的な転写 | 英語での近似                 | ウクライナ語の例         | 名称                        | 伝統的名称     | IPA                                      | 語源 |
| ---- | ------------ | ---------------------------- | ------------------------ | --------------------------- | -------------- | ---------------------------------------- | --- |
| А а  | a            | father, large                | абетка（アルファベット） | а /ɑ/                       | аз             | /ɑ/                                      | ギリシャ文字アルファ（Α α）に由来 |
| Б б  | b            | bad, big, bed                | бабуся（祖母）           | бе /bɛ/                     | буки           | /b/, /b˙/                                | ギリシャ文字ベータ（Β β）に由来 |
| В в  | v            | water, while                 | віл（雄牛）              | ве /wɛ/                     | віді           | /w/, /u̯/, /ʋ/                            | ギリシャ文字ベータ（Β β）に由来 |
| Г г  | h            | neighbourhood, hello         | говорити（話す）         | ге /ɦɛ/                     | глаголь        | /ɦ/                                      | ギリシャ文字ガンマ（Γ γ）に由来 |
| Ґ ґ  | g            | egg, gold                    | ґуля（塊）               | ґе /ɡɛ/                     | —              | /ɡ/                                      | ギリシャ文字ガンマ（Γ γ）のイタリック体に由来。14世紀には二重字 кг（例：кгрунт → ґрунт）で表された。1556～1561年のペレソプニツァ福音書で初めて使用。1616年のメレティ・スモトリツキーの「文法」で公式にアルファベットに含まれた。1933年のウクライナのロシア化でアルファベットから除外され、1990年の「ウクライナ語正書法」第3版で復元。借用語や地名でまれに使用。 |
| Д д  | d            | dog, doing                   | десь（どこか）           | де /dɛ/                     | добро          | /d/, /dʲ/, /ɟː/, /d͡z/, /d͡zʲ/, /d͡ʒ/       | ギリシャ文字デルタ（Δ δ）に由来 |
| Е е  | e            | bed                          | церква（教会）           | е /ɛ/                       | єсть           | /ɛ/, /ɛ̝/                                 | ギリシャ文字イプシロン（Ε ε）に由来 |
| Є є  | ye, ie       | yellow, yes, yet             | моє（私の）              | є /jɛ/                      | —              | /jɛ/ または /ʲɛ/                         | キリル文字Ѥを参照したが直接の派生ではない。キリル文字 е / є の変種の一つ。1837年の「Русалка Днѣстровая」の綴りで初めて使用され、[jɛ] と [ɛ]（前の子音の軟音化を伴う）を表した。それ以前はマクスィモヴィチカで現代の e の代わりに使用（例：жєньци → женці）。 |
| Ж ж  | zh           | pleasure, vision             | авжеж（もちろん）        | же /ʒɛ/                     | живіте         | /ʒ/, /ʒʲː/, /d͡ʒ/                         | グラゴル文字の Zhivete（Ⰶ）に由来し、コプト文字の janjia（Ϫ ϫ）に由来する可能性が高い。ギリシャ文字には対応する文字がない。 |
| З з  | z            | zoo                          | забавка（おもちゃ）      | зе /zɛ/                     | земля          | /z/, /zʲ/, /zʲː/, /d͡z/, /d͡zʲ/, /s/, /sʲ/ | ギリシャ文字ゼータ（Ζ ζ）に由来 |
| И и  | y            | mitt                         | писати（書く）           | и /ɪ̈/                       | іже（八進）    | /ɪ̈/, /ɪ/, /ɪ̞/                            | ギリシャ文字エータ（Η η）に由来 |
| І і  | i            | meet                         | ніч（夜）                | і /i/                       | і(жеї)（十進） | /i/, /ʲi/                                | ギリシャ文字イオタ（Ι ι）に由来し、フェニキア文字ヨッドから。1818年以降、ウクライナ語で音 /i/ を表す唯一の文字。それ以前は и, ѣ, ô, ê, û が使用された。 |
| Ї ї  | yi, i        | yeast                        | країна（国）             | ї /ji/                      | —              | /ji/                                     | 1874～1875年にP. ZhytetskyiとK. Mykhalchukにより公式にアルファベットに導入。それ以前は ѣ, и, е が使用された（例：ѣжакъ → їжак, ии → її）。 |
| Й й  | y, i         | boy, toy                     | цей（この）              | йот /jɔt/, й /ɪj/           | —              | /j/                                      | 文字 и にブレーヴェを付けたもの。ギリシャ語から借用され、短い音を示す。音 /j/ は1619年のM. Smotrytskyの「文法」から使用。 |
| К к  | k            | cat, king                    | канал（運河）            | ка /kɑ/                     | како           | /k/, /ɡ/                                 | ギリシャ文字カッパ（Κ κ）に由来 |
| Л л  | l            | like                         | лити（注ぐ）             | ел /ɛl/                     | люди(є)        | /l/, /lʲ/, /ʎː/                          | ギリシャ文字ラムダ（Λ λ）に由来 |
| М м  | m            | my                           | місто（都市）            | ем /ɛm/                     | мисліте        | /m/                                      | ギリシャ文字ミュー（Μ μ）に由来 |
| Н н  | n            | never                        | вагітна（妊娠中の）      | ен /ɛn/                     | нащ            | /n/, /nʲ/, /ɲː/                          | ギリシャ文字ニュー（Ν ν）に由来 |
| О о  | o            | long, more                   | вподобайка（好み）       | о /ɔ/                       | он             | /ɔ/, /o/                                 | ギリシャ文字オミクロン（Ο ο）に由来 |
| П п  | p            | people                       | пес（犬）                | пе /pɛ/                     | покой          | /p/, /p˙/                                | ギリシャ文字パイ（Π π）に由来 |
| Р р  | r            | 巻き舌の r, イタリア語 terra | родина（家族）           | ер /ɛr/                     | рци            | /r/, /rʲ/                                | ギリシャ文字ロー（Ρ ρ）に由来 |
| С с  | s            | sea, so                      | серпень（8月）           | ес /ɛs/                     | слово          | /s/, /sʲ/, /sʲː/, /z/, /zʲ/              | ギリシャ文字シグマ（Σ σ/ς）に由来 |
| Т т  | t            | star, top                    | додаток（アプリ）        | те /tɛ/                     | твердо         | /t/, /tʲ/, /cː/, /d/, /dʲ/               | ギリシャ文字タウ（Τ τ）に由来 |
| У у  | u            | boot                         | дідусь（祖父）           | у /u/                       | ук             | /u/, /u̯/                                 | 元々はキリル文字 О と Ѵ の二重字で、ギリシャ語の音 [u] を ου の結合で表す方法を模倣。 |
| Ф ф  | f            | fight                        | фото（写真）             | еф /ɛf/                     | ферт           | /f/                                      | ギリシャ文字ファイ（Φ φ）に由来 |
| Х х  | kh           | ugh                          | хворий（病気）           | ха /xɑ/                     | хір            | /x/                                      | ギリシャ文字カイ（Χ χ）に由来 |
| Ц ц  | ts           | sits                         | цукор（砂糖）            | це /t͡sɛ/                    | ци             | /t͡s/, /t͡sʲ/, /t͡sʲː/                      | 起源は不明だが、エチオピア文字、アラム文字、およびそれに由来するヘブライ文字やコプト文字に類似の文字が存在。 |
| Ч ч  | ch           | chat, check                  | рукавичка（手袋）        | че /t͡ʃɛ/                    | черв           | /t͡ʃ/, /t͡ʃʲː/, /d͡ʒ/                       | ヘブライ文字ツァディ（צ）に由来する可能性があり、ц と同じ起源の可能性も。フランシスク・スカリナはギリシャ文字コッパ（Ϙ ϙ）を ч に使用。 |
| Ш ш  | sh           | shoes                        | шафа（ワードローブ）     | ша /ʃɑ/                     | ша             | /ʃ/, /ʃʲː/                               | 起源は不明だが、エチオピア文字 ε、アラム文字、およびそれに由来するヘブライ文字 ש やコプト文字 ϣ に類似の文字が存在。 |
| Щ щ  | shch         | fresh cherries               | борщ（ボルシチ）         | ща /ʃt͡ʃɑ/                   | ща             | /ʃt͡ʃ/                                    | 起源は ш と т の合字（現代ブルガリア語では щ は依然として [ʃt] と読まれる）。 |
| Ь ь  | ʹ            | 無音、子音を口蓋化           | кінь（馬）               | м'який знак /mjɑˈkɪj ˈznɑk/ | єрь            | /ʲ/                                      | 初期キリル文字 О にダッシュを付けたもの、または初期キリル文字 І の変形と考えられる。ь は他のキリル文字（ъ, ы, ѣ）の基盤となった。 |
| Ю ю  | yu, iu       | use                          | ключ（鍵）               | ю /ju/                      | ю              | /ju/, /ʲu/                               | ギリシャ文字の組み合わせ οι（オミクロンとイオタ）に対応。 |
| Я я  | ya, ia       | yard                         | я（私）                  | я /jɑ/                      | 小ユス         | /jɑ/, /ʲɑ/                               | 元々はグラゴル文字の「小ユス」で、ギリシャの合字 εν または ον から借用された可能性がある。現代の形はピョートル1世の改革後に導入。 |
| '    | ʺ            | 無音、口蓋化を抑制           | м'ясо（肉）              | апостроф /ɑˈpɔstrɔf/        | —              | —                                        | — |

他の転写システムについては、ウクライナ語のローマ字化を参照。
注記：
- 二重字 дж は /d͡ʒ/（英語の knowledge の dg のように）、дз は /d͡z/ として発音される。例：джміль（転写: dzhmil、マルハナバチ）、бджола（転写: bdzhola、蜂）、дзвоник（転写: dzvonyk、鈴）。

1. ↑  /w/ の発音は文脈により異なり、後母音の前では唇音、前母音の前では唇歯音となる。音節末では [u̯] に母音化される。
2. ↑  ґ（ge）は1933年から1990年までソビエト・ウクライナで公式に禁止された。一部のコンピュータ文字コードやフォント（例：ISO-8859-5、MS-DOSキリル文字）には含まれていない。
3. ↑  軟音記号（ь）は前の子音の軟音化（口蓋化）を示す。1990年以前はアルファベットの末尾に位置していたが、新たな公式正書法で位置が変更された。
4. ↑  ウクライナ語のアポストロフィはロシア語の硬音記号（ъ）に類似し、軟母音の前の子音が軟音化しないことを示す。

## 歴史的文字
| 文字 | 斜体 | 一般的な転写  | 現代ウクライナ語の相当文字 | 名称         | IPA         |
| ---- | ---- | ------------- | -------------------------- | ------------ | ----------- |
| Ѥ ѥ  | Ѥ ѥ  | ye, ie, je    | е, є                       | ヨタ化エ     | /jɛ/        |
| Ѕ ѕ  | Ѕ ѕ  | z             | з                          | (д)зіло      | /z/, /zʲ/   |
| Ѡ ѡ  | Ѡ ѡ  | o             | о                          | オメガ, о    | /o/         |
| Ъ ъ  | Ъ ъ  | "             | '（アポストロフィ）        | 硬音記号     | —           |
| Ы ы  | Ы ы  | y             | и                          | єри          | /ɪ/         |
| Ѣ ѣ  | Ѣ ѣ  | ě             | і                          | ヤチ         | /i/         |
| Ꙗ ꙗ  | Ꙗ ꙗ  | ya, ia, ja    | я                          | ヨタ化ア     | /jɑ/        |
| Ѧ ѧ  | Ѧ ѧ  | ę             | я                          | 小ユス       | /ɛ̃/         |
| Ѫ ѫ  | Ѫ ѫ  | ǫ             | у                          | 大ユス       | /ɔ̃/         |
| Ѩ ѩ  | Ѩ ѩ  | yę            | я                          | 小ヨタ化ユス | /jɛ̃/        |
| Ѭ ѭ  | Ѭ ѭ  | yǫ            | ю                          | 大ヨタ化ユス | /jɔ̃/        |
| Ѱ ѱ  | Ѱ ѱ  | ps            | пс                         | プシ         | /ps/, /psʲ/ |
| Ѯ ѯ  | Ѯ ѯ  | ks            | кс                         | クシ         | /ks/, /ksʲ/ |
| Ѳ ѳ  | Ѳ ѳ  | f             | ф                          | フィタ       | /θ/, /f/    |
| Ѵ ѵ  | Ѵ ѵ  | í, v          | і, в                       | イジツァ     | /i/, /v/    |
| Ё ё  | Ё ё  | yo, io, jo, ë | йо, ьо                     | ヨー         | /jɔ/        |
| Ў ў  | Ў ў  | w, ŭ          | в                          | 短いウー     | /u̯/         |
| Э э  | Э э  | e             | е                          | エー         | /e/         |

## 書体とタイポグラフィ
印刷では、いくつかの小文字のキリル文字は、対応する大文字の小型版に似ている。
手書きのキリル筆記体は、印刷（活字）の対応する文字と多少異なり、特に文字 г, д, и, й, т で顕著である。
ラテン文字と同様に、キリル文字の書体（шрифт, 転写: shryft）には直立体（прямий, 転写: priamyi）と筆記体（курсивний, 転写: kursyvnyi、後に письмівка, 転写: pys’mivka と呼ばれる）がある。印刷された筆記体の小文字はいくつかが直立体の小文字とほとんど似ておらず、手書きの小文字筆記体に近い。特に文字 г, д, и, й, п, т で顕著である。
引用文は通常、スペースなしのフランス式ギュメ（《角度引用符》）またはドイツ語のような下と上の引用符で囲まれる。
| 標準          | 代替          |
| ------------- | ------------- |
| «引用文»      | „引用文“      |
| U+00AB U+00BB | U+201E U+201F |
| « »           | „ ‟           |

参考文献： Bringhurst, Robert (2002). The Elements of Typographic Style (version 2.5), pp. 262–264. Vancouver, Hartley & Marks. ISBN 0-88179-133-4 |trans-title=タイポグラフィの要素。

## ウクライナ語のエンコーディング
ウクライナ語をコンピュータで表現するためのさまざまな文字コードが存在する。

### ISO 8859-5
ISO 8859-5エンコーディングには文字 ґ が欠けている。

### KOI8-U
KOI8-Uは「Код обміну інформації 8 бітний — український」（8ビット情報交換コード — ウクライナ語）の略で、ASCIIに類似する。KOI8-UはKOI8-Rのウクライナ語版である。

### Windows-1251
Windows-1251はウクライナ語アルファベットおよび他のキリル文字アルファベットに対応している。

### Unicode
ウクライナ語はUnicodeのキリル文字ブロック（U+0400～U+04FF）およびキリル文字補足ブロック（U+0500～U+052F）に含まれる。U+0400～U+045Fの範囲の文字は、基本的にISO 8859-5の文字を864ポジション上方に移動したものである。
以下の表は、ウクライナ語の文字とそのUnicode情報およびHTMLエンティティを示す。ビジュアルブラウザでは、文字にマウスポインタを合わせるとこの情報が表示される。
| 最初の3桁 | 最後の桁 | 最後の桁 | 最後の桁 | 最後の桁 | 最後の桁 | 最後の桁 | 最後の桁 | 最後の桁 | 最後の桁 | 最後の桁 | 最後の桁 | 最後の桁 | 最後の桁 | 最後の桁 | 最後の桁 | 最後の桁 |
| 最初の3桁 | 0        | 1        | 2        | 3        | 4        | 5        | 6        | 7        | 8        | 9        | A        | B        | C        | D        | E        | F        |
| --------- | -------- | -------- | -------- | -------- | -------- | -------- | -------- | -------- | -------- | -------- | -------- | -------- | -------- | -------- | -------- | -------- |
| 040       | Ѐ        | Ё        | Ђ        | Ѓ        | Є        | Ѕ        | І        | Ї        | Ј        | Љ        | Њ        | Ћ        | Ќ        | Ѝ        | Ў        | Џ        |
| 041       | А        | Б        | В        | Г        | Д        | Е        | Ж        | З        | И        | Й        | К        | Л        | М        | Н        | О        | П        |
| 042       | Р        | С        | Т        | У        | Ф        | Х        | Ц        | Ч        | Ш        | Щ        | Ъ        | Ы        | Ь        | Э        | Ю        | Я        |
| 043       | а        | б        | в        | г        | д        | е        | ж        | з        | и        | й        | к        | л        | м        | н        | о        | п        |
| 044       | р        | с        | т        | у        | ф        | х        | ц        | ч        | ш        | щ        | ъ        | ы        | ь        | э        | ю        | я        |
| 045       | ѐ        | ё        | ђ        | ѓ        | є        | ѕ        | і        | ї        | ј        | љ        | њ        | ћ        | ќ        | ѝ        | ў        | џ        |
| 046       | Ѡ        | ѡ        | Ѣ        | ѣ        | Ѥ        | ѥ        | Ѧ        | ѧ        | Ѩ        | ѩ        | Ѫ        | ѫ        | Ѭ        | ѭ        | Ѯ        | ѯ        |
| 047       | Ѱ        | ѱ        | Ѳ        | ѳ        | Ѵ        | ѵ        | Ѷ        | ѷ        | Ѹ        | ѹ        | Ѻ        | ѻ        | Ѽ        | ѽ        | Ѿ        | ѿ        |
| 048       | Ҁ        | ҁ        | ҂        | ҃         | ҄         | ҅         | ҆         | ҇         | ҈         | ҉         | Ҋ        | ҋ        | Ҍ        | ҍ        | Ҏ        | ҏ        |
| 049       | Ґ        | ґ        | Ғ        | ғ        | Ҕ        | ҕ        | Җ        | җ        | Ҙ        | ҙ        | Қ        | қ        | Ҝ        | ҝ        | Ҟ        | ҟ        |
| 04A       | Ҡ        | ҡ        | Ң        | ң        | Ҥ        | ҥ        | Ҧ        | ҧ        | Ҩ        | ҩ        | Ҫ        | ҫ        | Ҭ        | ҭ        | Ү        | ү        |
| 04B       | Ұ        | ұ        | Ҳ        | ҳ        | Ҵ        | ҵ        | Ҷ        | ҷ        | Ҹ        | ҹ        | Һ        | һ        | Ҽ        | ҽ        | Ҿ        | ҿ        |
| 04C       | Ӏ        | Ӂ        | ӂ        | Ӄ        | ӄ        | Ӆ        | ӆ        | Ӈ        | ӈ        | Ӊ        | ӊ        | Ӌ        | ӌ        | Ӎ        | ӎ        | ӏ        |
| 04D       | Ӑ        | ӑ        | Ӓ        | ӓ        | Ӕ        | ӕ        | Ӗ        | ӗ        | Ә        | ә        | Ӛ        | ӛ        | Ӝ        | ӝ        | Ӟ        | ӟ        |
| 04E       | Ӡ        | ӡ        | Ӣ        | ӣ        | Ӥ        | ӥ        | Ӧ        | ӧ        | Ө        | ө        | Ӫ        | ӫ        | Ӭ        | ӭ        | Ӯ        | ӯ        |
| 04F       | Ӱ        | ӱ        | Ӳ        | ӳ        | Ӵ        | ӵ        | Ӷ        | ӷ        | Ӹ        | ӹ        | Ӻ        | ӻ        | Ӽ        | ӽ        | Ӿ        | ӿ        |
| 050       | Ԁ        | ԁ        | Ԃ        | ԃ        | Ԅ        | ԅ        | Ԇ        | ԇ        | Ԉ        | ԉ        | Ԋ        | ԋ        | Ԍ        | ԍ        | Ԏ        | ԏ        |
| 051       | Ԑ        | ԑ        | Ԓ        | ԓ        | Ԕ        | ԕ        | Ԗ        | ԗ        | Ԙ        | ԙ        | Ԛ        | ԛ        | Ԝ        | ԝ        | Ԟ        | ԟ        |
| 052       | Ԡ        | ԡ        | Ԣ        | ԣ        | Ԥ        | ԥ        | Ԧ        | ԧ        | Ԩ        | ԩ        | Ԫ        | ԫ        | Ԭ        | ԭ        | Ԯ        | ԯ        |

### ウェブページとXML
HTMLおよびXMLの要素では、ウクライナ語は通常IETF言語タグ uk（HTMLでは lang="uk"、XMLでは xml:lang="uk"）で示される。文字体系の指定は通常不要だが、キリル文字のウクライナ語テキスト（uk-Cyrl）とローマ字化されたウクライナ語（uk-Latn）を区別するためにスクリプトサブタグを追加できる。

## キーボードレイアウト
パーソナルコンピュータ向けの標準的なウクライナ語キーボードレイアウトは以下の通り：

## さらなる読み物
- メレティ・スモトリツキー (1619). Slavonic Grammar. (再版, ウクライナ語インターフェース) |trans-title=スラヴ語文法。
- イヴァン・オヒエンコ (1918). Naiholovnishi pravyla ukrainskoho pravopysu. Kyiv, UNR Ministry of Education |trans-title=ウクライナ語正書法の最も重要な規則。
- イヴァン・オヒエンコ (1919). Holovnishi pravyla ukrainskoho pravopysu. Kyiv, UNR Ministry of Education |trans-title=ウクライナ語正書法の主要な規則。
- 全ウクライナ科学アカデミー (VUAN, 1920)。
- 人民教育委員会 (1921)。
- (1928) Ukrainskyi pravopys. Kharkiv, ウクライナSSR科学アカデミー |trans-title=ウクライナ語正書法。
- (1936) Ukrainskyi pravopys. Kyiv, ウクライナSSR科学アカデミー |trans-title=ウクライナ語